# 植木元太郎

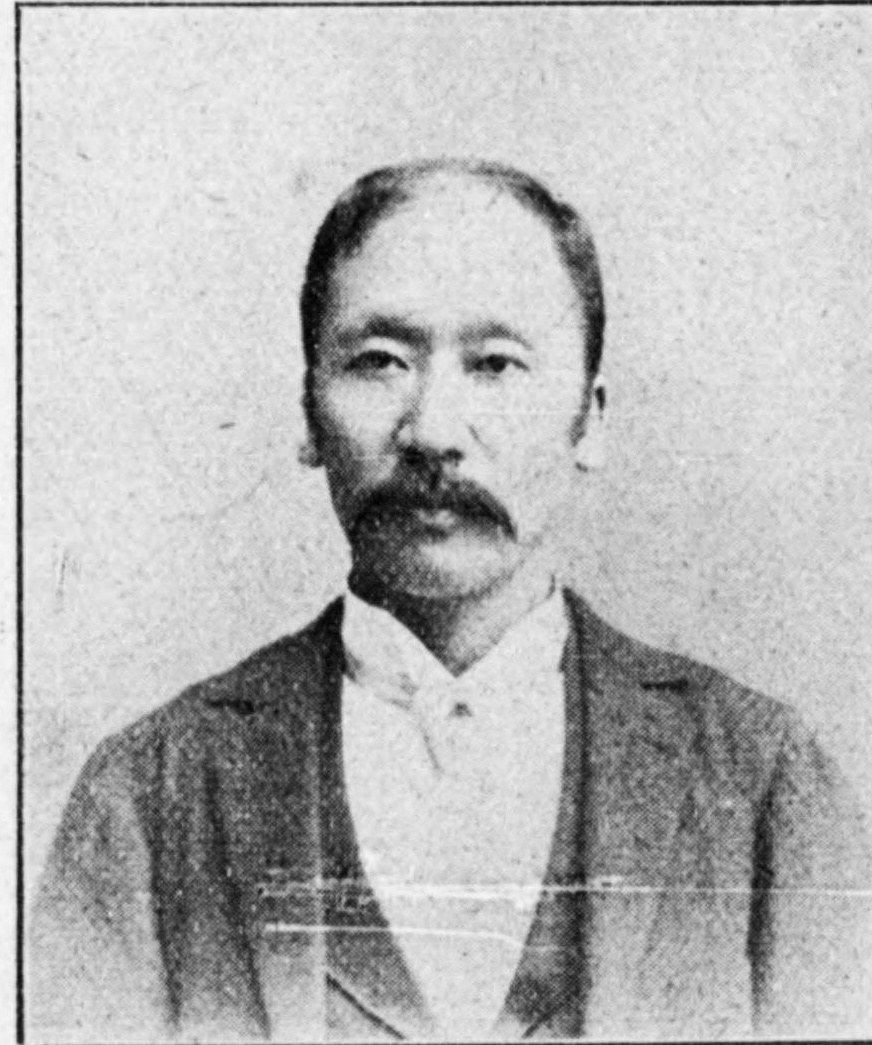
植木元太郎

植木 元太郎（うえき もとたろう、1857年9月19日（安政4年8月2日） - 1943年（昭和18年）1月25日）は日本の実業家、政治家。島原鉄道および口之津鉄道（のちに島原鉄道に合併）、温泉軽便鉄道（のちの雲仙鉄道）、小浜鉄道（同）を設立し、島原半島内の鉄道網の整備を進め、のち初代島原市長を務めた。号「鉄狂斎」。

## 生涯
1857年、肥前国高来郡多比良村（現長崎県雲仙市国見町）で、酒造業を営む植木直平の子として生まれる。
1874年（明治7年）、父の没後家業を継ぐ。1879年（明治12年）頃から副業として山野の開墾や海面埋め立てにより農地を造成しクワや果樹の栽培を手がけ、養蚕製糸業を営む。
1888年（明治21年）、多比良村議会議員に当選。翌年から同村収入役（3期）を務める。1892年（明治25年）、長崎県議会議員に当選、4期務める。
1902年（明治35年）、衆議院議員に当選。政友会に所属し、2期務める。
この間、島原半島への鉄道敷設を企図し、1908年（明治41年）5月5日、島原鉄道株式会社の創立総会を開き同社専務取締役に就任。1911年（明治44年）6月20日の本諫早 - 愛野村（現愛野）間開業を振り出しに2年後の1913年（大正2年）9月24日に諫早 - 島原湊（現島原船津）間を開通させた。1914年（大正3年）7月より同社初代取締役社長となる。
さらに島原半島を一周する路線の構想を抱き、口之津鉄道・温泉鉄道・小浜鉄道を創立する。
1940年（昭和15年）5月30日、同年4月1日に南高来郡島原町、安中村、杉谷村の3町村の合併により発足した島原市の初代市長に当選した。これに伴い、島原鉄道取締役社長を同年6月11日に一旦辞任している。
1942年（昭和17年）3月11日に島原市長を辞任、同年7月に島原鉄道取締役社長に再任する。
1943年（昭和18年）1月25日死去。享年87（数え年、満85歳没）。勲四等旭日小綬章。

## 逸話

### 1号機関車

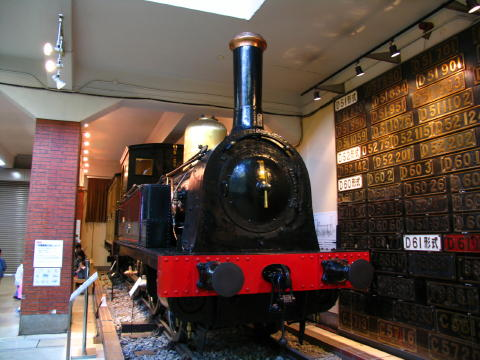
1号機関車（交通博物館にて）

島原鉄道の開通にあたっては、鉄道院より蒸気機関車5両と客車の払い下げを受けた。この中には新橋-横浜間の日本最初の鉄道開通に際し輸入された1号機関車（→称号改正により150形と呼称）が含まれており、島原鉄道においても1と付番され客貨輸送に使用された。
昭和になり、鉄道開業時の最初の機関車である同機の保存を求める声が上がり、鉄道省は同機の返還を島原鉄道に打診した。同機はこの時点で既に車齢50年を超えていたが、島原鉄道側は今後も使用するつもりであったため、交渉の結果600形656号機（島鉄では1の番号を引き継ぐ）との交換で合意した。
1930年（昭和5年）6月、創業からこの時も社長を務めていた植木は開業時から長く同社の主力機として苦楽を共にした同機との別れを惜しみ、自ら筆を取り「惜別感無量」と記した銘板を取り付けさせた。同年7月3日、同機は諫早駅にて盛大な式典をもって鉄道省へ引き渡された。
1号機関車はその後交通博物館を経て2007年（平成19年）より埼玉県さいたま市の鉄道博物館に保存展示されており、1997年（平成9年）には国の重要文化財に指定されたが、植木の筆になる「惜別感無量」の銘板は現在も機関車左側面のサイドタンクに取り付けられている。

## その他
- 歌碑が雲仙市小浜町の一乗院満明寺境内にある。
- 銅像が島原市の霊丘公園内にある。
- 子孫にイタリアと日本で活動するガラスデザイナーの植木寛子がいる。
- 邸宅が現在も国道389号沿いに遺る。